# Duomo di Sacile
Il duomo di Sacile, dedicato a san Nicolò, è il duomo di Sacile, in provincia di Pordenone e diocesi di Vittorio Veneto; fa parte della forania Sacilese.

## Storia
Sul sito dell'attuale duomo vi era già una chiesa del IX secolo voluta da Enrico, conte della marca del Friuli e che fu ampliata nel 1298.
Il duomo attuale fu eretto sul finire del XV secolo sul luogo della primitiva costruzione. I maestri che eseguirono l'opera furono Beltrame e Vittorio da Como, mentre Giovanni da Pordenone progettò il campanile.
La costruzione mostra una rigorosa attenzione alla contemporanea architettura veneziana che si rende esplicita nella facciata, memore dei modelli di Mauro Codussi.
Nel 1836 fu completato con il soffitto a volte, eliminato, però, dai lavori di ristrutturazione seguiti al terremoto del 1936. Danneggiato ulteriormente dai terremoti del 1976 ed ora completamente ristrutturato nelle forme originali del XV secolo.

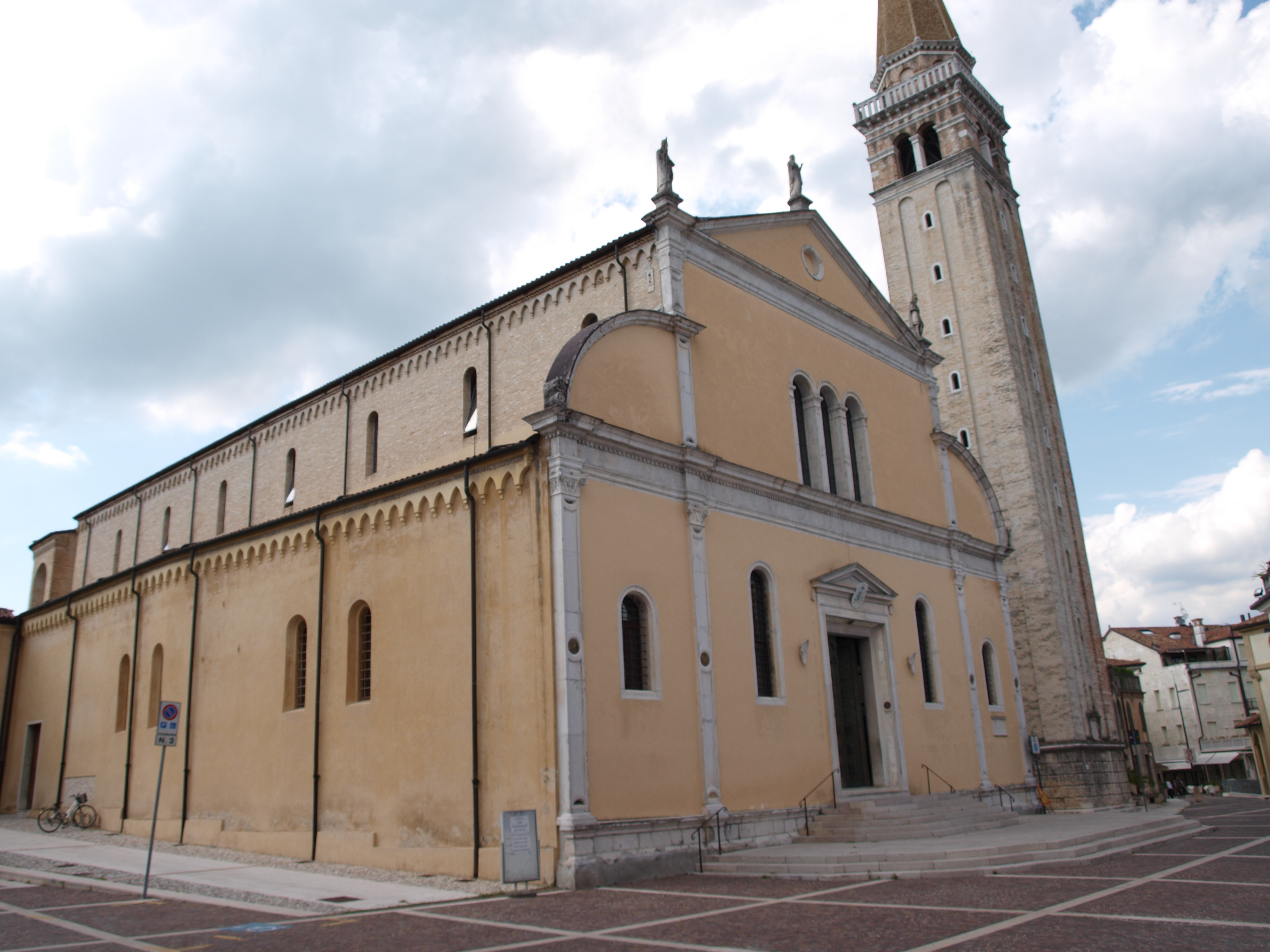
L'esterno del duomo

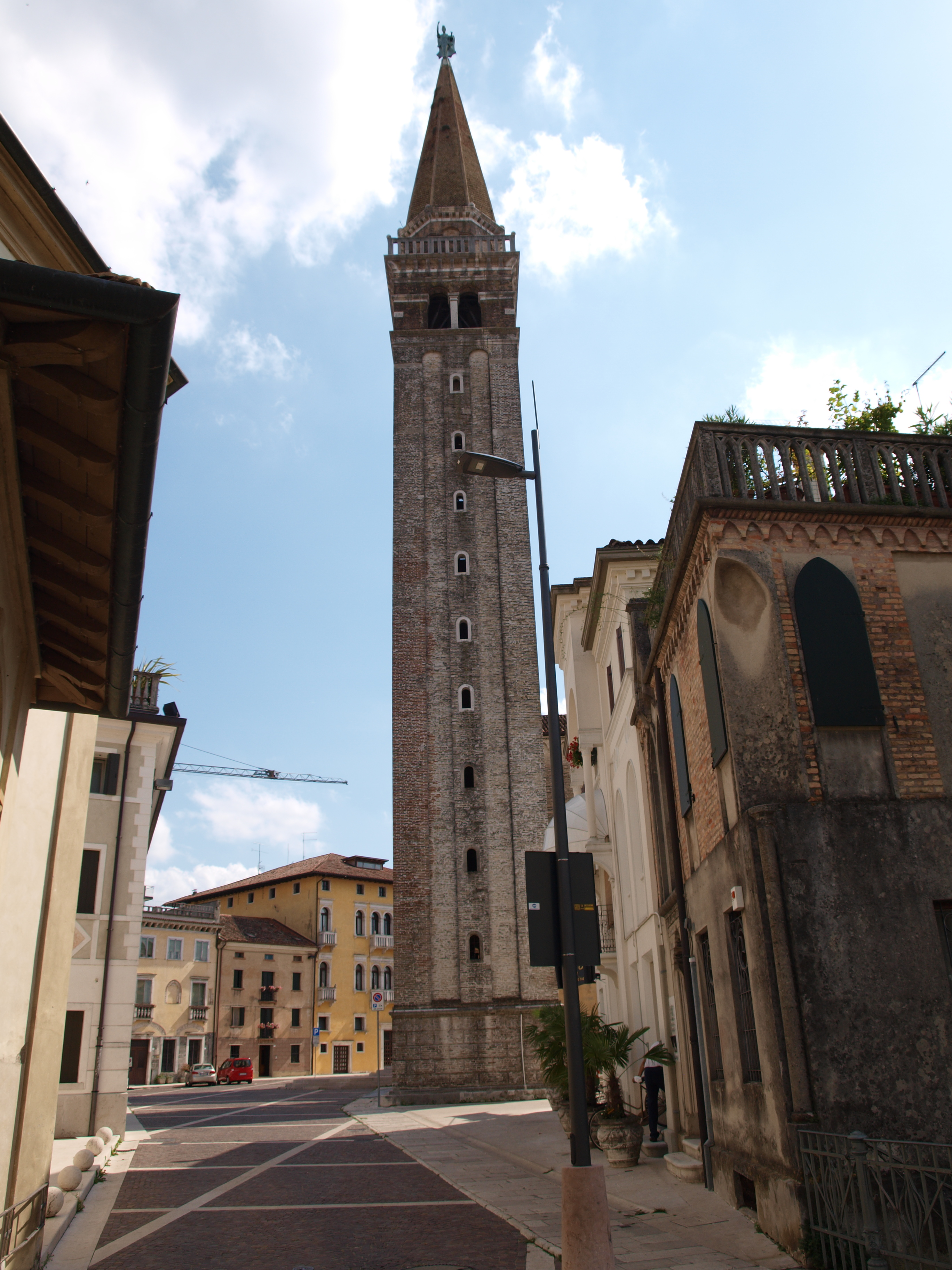
Il campanile

## Interno

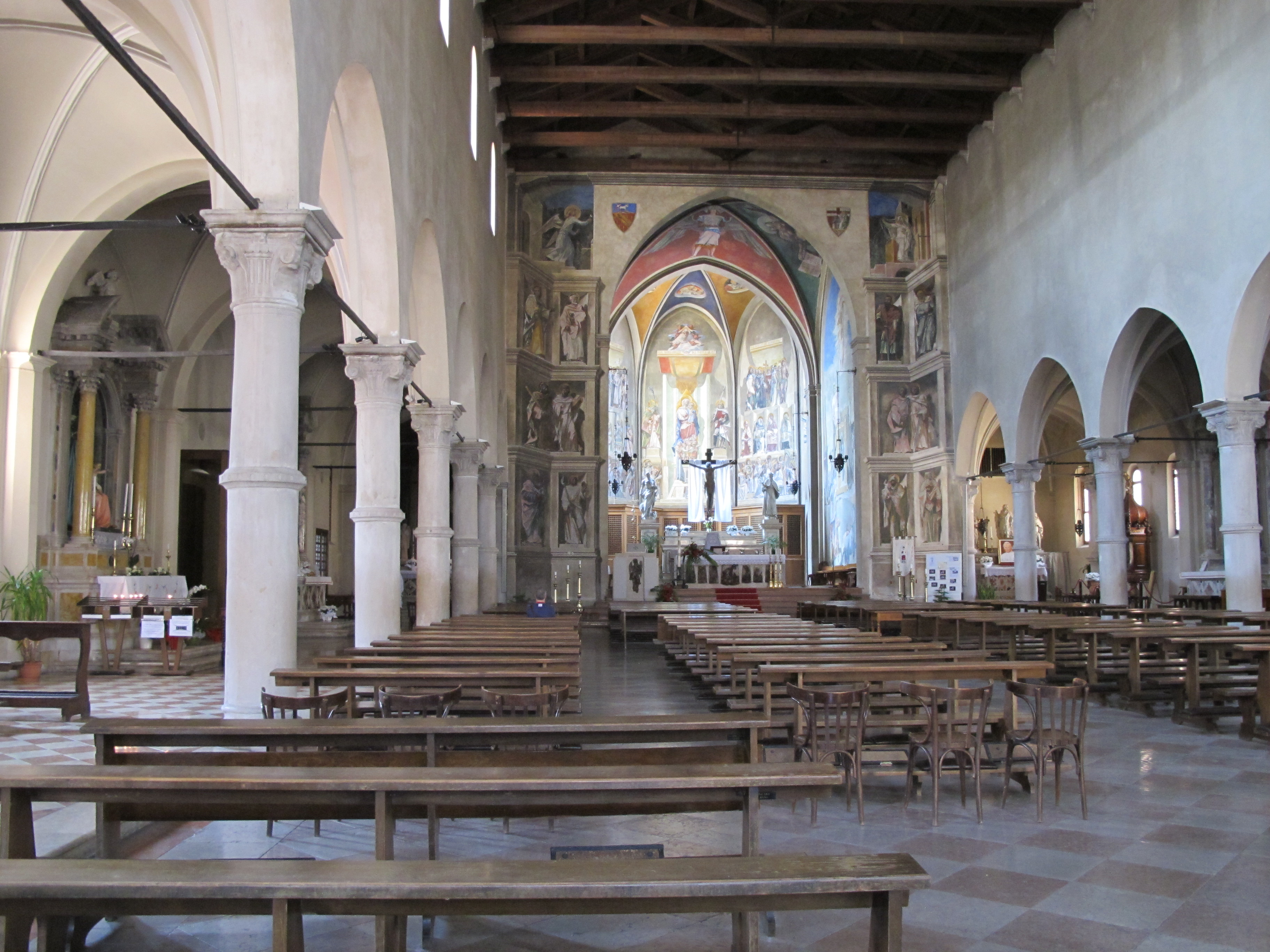
Gli interni del duomo.

L'interno, così come ci appare oggi, risale ai lavori di adattamento eseguiti nel corso del XIX secolo; è a tre navate, con archi ogivali e tetto a capriate. Murata sulla parete d'ingresso, una lapide ricorda che nel 1454 nel duomo fu sepolto David, il figlio del sultano turco Murad II, che si era convertito al Cristianesimo ed aveva abbandonato il padre e la Patria.
Tra le opere d'arte presenti all'interno:
- affreschi della fine del XV - inizio del XVI secolo raffiguranti busti di Profeti e Sibille; si tratta di lavori di Giovanni Battista da Udine e di A. Zago e sono ispirati a dei prototipi di autore toscano. Tali affreschi a suo tempo si trovavano sotto le capriate centrali, ora, dopo essere stati staccati, sono stati portati nella cappella adiacente alla navata sinistra;
- tela di Francesco Bassano con Madonna con bambin Gesù fra san Giovanni Battista e sant'Antonio abate, con san Nicolò in trono tra san Michele arcangelo e san Giorgio;
- pala di Jacopo Palma il Giovane raffigurante la Madonna del Rosario;
- ciclo parietale di affreschi che orna l'intera abside, lavoro di Pino Casarini del 1946.